# なぐも。
なぐも。（男性、12月9日生）は、日本の漫画家、原画家、同人作家、アニメーター、グラフィッカー。群馬県出身、埼玉県所沢市在住。
『まんがタイムきららキャラット』2007年8月号でデビュー。同誌にて「ラジオでGO!」を2010年8月号まで連載。
テレビ神奈川で2010年4月から2013年12月まで深夜に放送していたアニメ系情報番組の『AG学園 あに☆ぶん』で、キャラクターデザインやタイトルロゴなどを手掛けた。
ペンネームはかつては末尾に「。」をつけるのが正しいとしていたが、2020年1月7日にTwitterにて「2年くらい前から僕のペンネーム変えてた」と明らかにしており、現在はないのが正しい。

## 主な作品

### 漫画
- ラジオでGO!（『まんがタイムきららキャラット』〈芳文社〉2007年8月号 - 2010年8月号）
  1. 第1巻（MANGA TIME KR COMICS 芳文社） - 2008年7月28日発売 ISBN 978-4-8322-7714-4
  2. 第2巻（MANGA TIME KR COMICS 芳文社） - 2009年7月27日発売 ISBN 978-4-8322-7827-1
  3. 第3巻（MANGA TIME KR COMICS 芳文社） - 2010年7月27日発売 ISBN 978-4-8322-7926-1
- ウォーターガールズ（『まんがタイムきららキャラット』〈芳文社〉2011年5月号 - 2013年4月号）
  1. 第1巻（MANGA TIME KR COMICS 芳文社） - 2012年3月27日発売 ISBN 978-4-8322-4131-2
  2. 第2巻（MANGA TIME KR COMICS 芳文社） - 2013年3月27日発売 ISBN 978-4-8322-4280-7

- メガネさんと美味しい湯気。（『俺流!絶品めし』〈ぶんか社〉2021年vol.20号 - 2024年vol.45号(休刊) 『ごはん日和』〈ぶんか社〉2025年vol.51号 - 〉
  1. 第1巻（BUNKASHA COMICS ぶんか社） - 2024年5月16日発売 ISBN 978-4-8211-5841-6

### 原画
- しょぱん!（2007年8月、light）
- シスターシスター（2006年11月、ロール）
- それゆけ生徒会っ!（2006年‐随時追加、ウインライト・携帯電話向け待受け画像シリーズ）
  - アイドル・ジェネレーション 第2次・萌えっ子大戦争!!（2008年5月、『それゆけ生徒会っ!』キャラクターが登場する携帯電話用アプリゲーム）
  - ハーレム×デュエル（『それゆけ生徒会っ!』キャラクターが登場する携帯電話用オンラインTCG）

### キャラクターデザイン
- 俺に働けって言われても（2012年4月、e-スマイル）
  - 俺に働けって言われても乙（2013年4月、e-スマイル）
  - 俺に働けって言われても酉 (2016年3月、e-スマイル）